# Капітан Корем благодійник
«Капітан Корем благодійник» [джерело?](англ. Portrait of Captain Thomas Coram) — портрет відомого дивака і благодійника, капітана і судновласника Томаса Корема пензля англійського художника Вільяма Хогарта (1697—1764).

## Капітан Корем і його заклад
Він починав працювати на морі 12-річним підлітком і був пов'язаним з англійським флотом майже все життя. На схилі життя, вже досягши матеріального успіху, поклопотався про створення благодійного прихистку для позашлюбних і покинутих дітей. Його вразила кількість покинутих і жебрущих дітей в тогочасному Лондоні, а також відсутність позитивних перспектив в житті для них. Старий Томас Корем і розпочав клопоти по створенню благодійного Будинку для позашлюбних дітей (англійський варіант назви — The Foundling Hospital).
Про жахливий стан покинутих і жебрущих дітей в Лондоні знали всі, також і королівська адміністрація. Але пропозицій змінити ганебний стан — не було. Коли з ініціативою створення благодійного прихистку вийшли на уряд і короля, ініціатива не мала підтримки. А старого моряка піднімали на сміх. Сам король вважав, що створення подібного закладу сприятиме розбещеності в столиці і подарує дорослим право не піклуватись про власних дітей, розраховуючи на безоплатну поміч старого капітана. Король і уряд не помічали другого аспекту проблеми — що подіяти покинутими і жебрущими дітьми, які вже існують. Капітан не припиняв агітації, звернувшись до жіночої половини привілейованого стану. Це спрацювало. І хоча король Георг II не відразу підтримав ініціативу капітана і врешті-решт дав на створення закладу дозвіл, ініціативу Томаса Корема таки підтримало суспільство і п'ять баронес, сім княгинь та вісім графинь.
У 1742—1745 роках в районі Блумзбері звели Будинок для позашлюбних дітей. Серед тих, хто відгукнувся на ініціативу капітана, був і композитор Гендель, що передав благодійному закладу орган. В закладі започаткували і підтримували хоровий спів, який разом з музикою виховував на прекрасному не одно покоління лондонських байстрюків.
Томас Корем особливо наголошував увагу до дівчат, в котрих вбачав майбутніх матерів. Адже ті, за думкою капітана Корема, мали стати прикладами добропорядності і працелюбності для власних дітей. Черговою благодійною ініціативою старого і дивакуватого капітана була школа для дівчат-індіанок, сумні долі яких Корем спостерігав в Америці. Благодійні ініціативи Корема як проект мали поганий розрахунок і поглинули майже всі кошти капітана. Частку коштів зібрали за підписним листом, гравюру до якого з портретом Корема створив Вільям Хогарт. Він доживав віку збіднілим на пенсію, яку тому забезпечили прихильники його ініціативи. Капітан помер 1751 року.
Серед прихильників ініціативи Томаса Корема був і художник Вільям Хогарт. Митець стояв на позиціях зміцнення добропорядності і покращення морального стану в суспільстві. Він критикував пияцтво і розпусту, сам підтримував благодійність і наполегливо шукав в реальності носіїв добропорядності. Одного з них художник і знайшов в особі капітана Корема.

## Опис твору
Колишній капітан Корем позував для портрета, коли йому виповнилось сімдесят два роки. Сивий і незграбний, він сидить на узвишші і тримає в руці фантасмагоричну печатку від наказу короля Георга II на дозвіл створення Будинку для позашлюбних дітей. Портрет призначався для благодійного закладу і мав нагадувати вельможним відвідувачам і нащадкам про засновника закладу. Хогарт був вимушений звернутися до урочистої стилістики бароко, аби створити переконливий образ фундатора, героїзувати того, підкреслити і добропорядне, і державницьке значення його ініціативи. Звідси колона і пишна драперія на тлі, червоний одяг головного героя, сувої і глобус тощо. Натяком на минулий фах фундатора був морський краєвид і вітрильники.
Композиція була запозичена Вільямом Хогартом з картини надвірного художника короля Франції Гіацинта Ріґо — «Портрет фінансиста Самуеля Бернара». Твір Гіацінта Ріґо був відомий Хогарту завдяки створеній з портрета гравюрі Древе 1729 року. Але Ріго подав багатія, що хизується досягнутим станом і прибутками. В портреті, створеним Вільямом Хогартом, подано особу, що нічим не хизується і вже спокійно існує в нелегкому світі, але отримала право і на подяку, і на пам'ять поколінь завдяки гуманізму.